# Boulleville
Boulleville är en kommun i departementet Eure i regionen Normandie i norra Frankrike. Kommunen ligger i kantonen Beuzeville som tillhör arrondissementet Bernay. År 2022 hade Boulleville 1 227 invånare.

## Befolkningsutveckling
Antalet invånare i kommunen Boulleville
Referens:INSEE